# Оживлення (фільм)
«Ожи́влення» (фр. Regain; варіант перекладу — «Приплив сил») — французький драматичний фільм 1937 року, поставлений режисером Марселем Паньолем за однойменним романом 1930 року Жана Жіоно з Фернанделем, Оран Демазі та Габріелем Габріо в головних ролях.

## Сюжет
У зруйнованому селі Обіньян у Нижніх Альпах залишилося лише три жителі: старезний коваль Гобер (Едуар Дельмон), який збирається переїхати до рідних у місто і там померти, стара італійка Мамеш і Пантюрль, велетень зі звичками орангутана. Щоби село не вимерло остаточно, Мамеш вирушає на пошуки дівчини для Пантюрля, але доро́гою помирає. Пантюрль знайомиться з Арсулою (Оран Демазі), подругою точильника Жедемюса (Фернандель), який врятував дівчину від робітників, які намагалися її зґвалтувати. Проте тепер Жедемюс експлуатує Арсулу, і вона воліє переселитися до Пантюрля. Завдяки Арсулі, Пантюрль набирається хоробрості та засіває навколишню землю пшеницею. Незабаром Арсула вагітніє. За всіма ознаками можна сподіватися на швидке відродження Обіньяна.

## У ролях
| • Фернандель      | … | Урбен Жедемюс                     |
| • Оран Демазі     | … | мадемуазель Ірен, вона ж — Арсула |
| • Габріель Габріо | … | Пантюрль                          |
| • Маргеріт Морено | … | Мамеш                             |
| • Робер Ле Віган  | … | бригадир                          |
| • Анрі Пупон      | … | Закоханий                         |
| • Одетт Роже      | … | Альфонсіна                        |
| • Едуар Дельмон   | … | татко Гобер                       |
| • Шарль Блаветт   | … | Жасмен                            |
| • Поль Дюллак     | … | мосьє Астрюк                      |
| • Міллі Метис     | … | Беллін, дружина Жасмена           |

## Знімальна група
- Автор сценарію — Марсель Паньоль
- Режисер-постановник — Марсель Паньоль
- Продюсер — Марсель Паньоль
- Оператор — Віллі Факторович
- Композитор — Артур Онеґґер
- Монтаж — Сюзанн де Тройє, Жанна Ронж'є
- Художник-декоратор — Рене Паолетті
- Артдиректор — Маріус Брук'є

## Нагороди та номінації
| Список нагород та номінацій       | Список нагород та номінацій | Список нагород та номінацій     | Список нагород та номінацій | Список нагород та номінацій | Список нагород та номінацій |
| Кінопремія                        | Рік                         | Категорія                       | Номінант(и)                 | Результат                   |                             |
| --------------------------------- | --------------------------- | ------------------------------- | --------------------------- | --------------------------- | --------------------------- |
| Національна рада кінокритиків США | 1939                        | ТОП зарубіжних фільмів          | Оживлення                   | Перемога                    |                             |
| Спільнота кінокритиків Нью-Йорка  | 1939                        | Найкращий фільм іноземною мовою | Оживлення                   | Перемога                    |                             |